# Heber-Overgaard
Heber-Overgaard es un lugar designado por el censo ubicado en el condado de Navajo en el estado estadounidense de Arizona. En el Censo de 2010 tenía una población de 2822 habitantes y una densidad poblacional de 158,78 personas por km².

## Geografía
Heber-Overgaard se encuentra ubicado en las coordenadas 34°24′51″N 110°34′10″O / 34.41417, -110.56944. Según la Oficina del Censo de los Estados Unidos, Heber-Overgaard tiene una superficie total de 17.77 km², de la cual 17.77 km² corresponden a tierra firme y (0%) 0 km² es agua.

## Demografía
Según el censo de 2010, había 2.822 personas residiendo en Heber-Overgaard. La densidad de población era de 158,78 hab./km². De los 2.822 habitantes, Heber-Overgaard estaba compuesto por el 90.18% blancos, el 0.25% eran afroamericanos, el 2.13% eran amerindios, el 0.28% eran asiáticos, el 0.18% eran isleños del Pacífico, el 4.46% eran de otras razas y el 2.52% pertenecían a dos o más razas. Del total de la población el 11.55% eran hispanos o latinos de cualquier raza.